# Portarlington
Portarlington (in irlandese: Cúil an tSúdaire) è una cittadina nella Contea di Laois, in Irlanda al confine con la contea di Offaly; è bagnata dal fiume Barrow.